# Esther Perbandt
Esther Perbandt (* 1975 in Berlin) ist eine deutsche Modedesignerin. Sie gründete 2004 die gleichnamige Modemarke.

## Leben
Perbandt wuchs in Berlin auf, wo sie später auch studierte. 2014 entwarf sie die Arbeitsuniformen für die Komische Oper Berlin. Sie arbeitet zusammen mit Künstlern aus den Bereichen Musik, Film und Fotografie, z. B. mit Rammstein, Till Lindemann, Sven Marquardt, Sven Helbig und Zoran Bihać. Bekannt wurde sie durch ihre Modenschau am 18. Januar 2017 in der Volksbühne Berlin. Am 27. März 2020 wurde die internationale Designer-Casting-Show Making the Cut von Heidi Klum und Tim Gunn auf der Streamingplattform Prime Video veröffentlicht. Esther Perbandt war eine der zwölf teilnehmenden Designer und die einzige Designerin aus Deutschland. Sie erreichte den zweiten Platz.

## TV-Auftritte
- 2020: Making the Cut (Teilnehmerin, Prime Video)
- 2021, seit 2023: Germany’s Next Topmodel (Designerin und Gastjuorin, ProSieben)

## Fashion Shows
- 2010: Show bei der Eröffnung der Chinese Fashion Week in Peking
- 2012: Show bei der Fashion Week Toronto.[6]
- 2013: Show bei der Fashion Week Singapur.[7]
- 2014: Show in der Volksbühne Berlin zur Berlin Fashion Week.[8]
- 2014: Show bei der Michalsky Stylenite.[9]
- 2016: Show bei der Fashion Week Los Angeles.[10]
- 2017: Show in der Volksbühne Berlin zur Berlin Fashion Week.[4]

## Preise und Auszeichnungen
- 2018: Gewinner des Worth Partnership Project, Europäische Kommission (COSME, Programm der Europäischen Union für die Wettbewerbsfähigkeit von KMU)[11]
- 2010: Nominierung für den Usedom Baltic Fashion Award; Zuschauer Preis[12]
- 2009: Nominierung für den Bunte New Faces Award.[13]
- 2008: Nominierung für den New Generation Award (Mercedes-Benz Fashion Week Berlin).[14]